# Gare de Diou (Indre)
Pour les articles homonymes, voir Gare de Diou.
La gare de Diou (Indre) est une gare ferroviaire française fermée de la ligne des Aubrais - Orléans à Montauban-Ville-Bourbon, située sur le territoire de la commune de Migny, dans le département de l'Indre, en région Centre-Val de Loire.

## Situation ferroviaire
Établie à 118 mètres d'altitude, la gare de Diou est située au point kilométrique (PK) 225,263 de la ligne des Aubrais - Orléans à Montauban-Ville-Bourbon, entre les gares de Reuilly et de Sainte-Lizaigne.

## Histoire

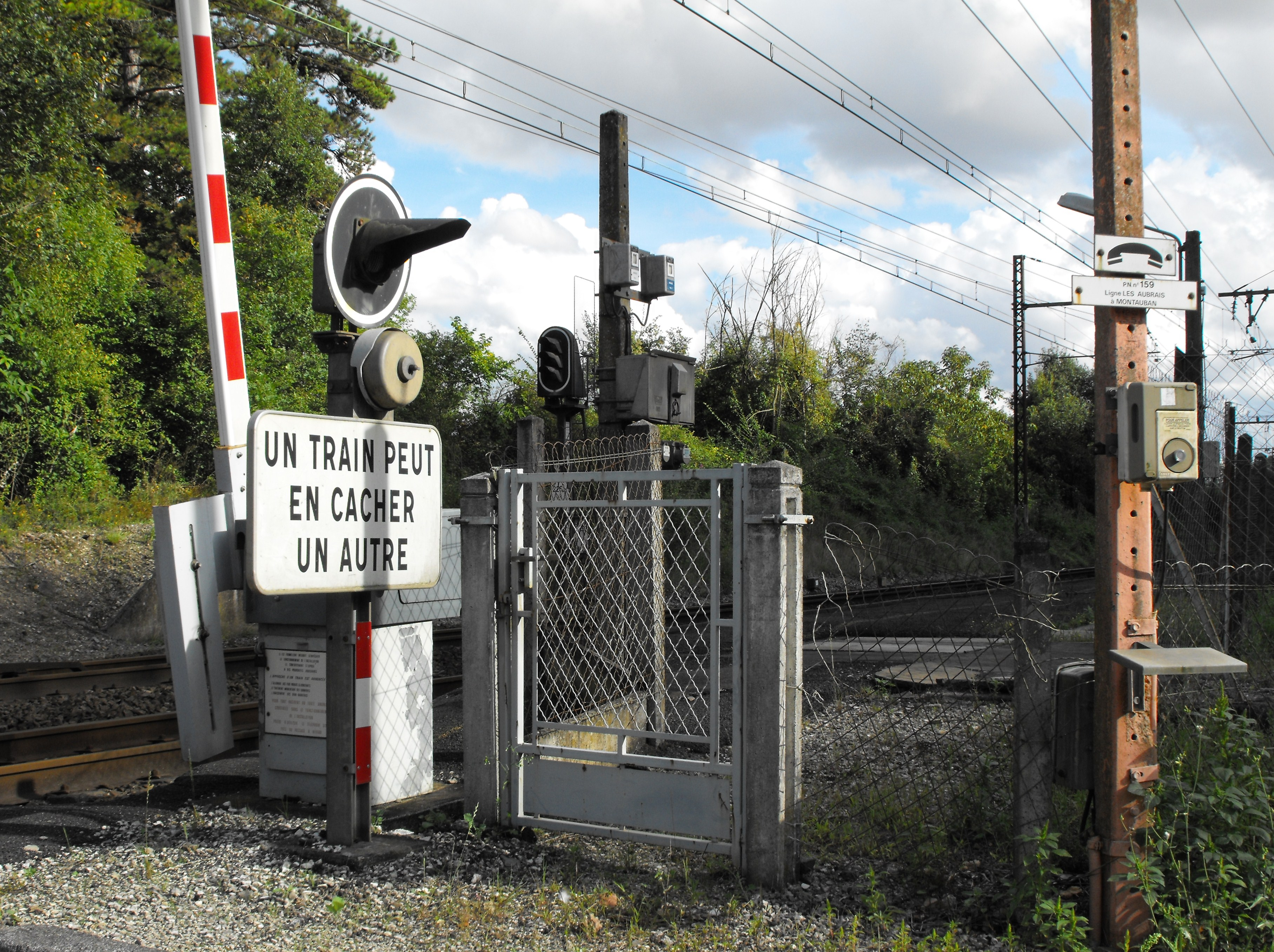
Passage à niveau n° 159.

La section de Vierzon à Châteauroux, de la ligne des Aubrais - Orléans à Montauban-Ville-Bourbon, fut inaugurée le 15 novembre 1847.
La gare est équipée de deux quais latéraux décalés placés de part et d'autre du passage à niveau no 159, le tout encadrant deux voies. Le changement de quai se faisait par le passage à niveau.
Toutes les infrastructures sont encore présentes et en bon état[réf. nécessaire].